# Dictyna idahoana
Dictyna idahoana là một loài nhện trong họ Dictynidae.
Loài này thuộc chi Dictyna. Dictyna idahoana được Ralph Vary Chamberlin & Wilton Ivie miêu tả năm 1933.